# 市道181號
市道181號（月眉－高樹）是位於臺灣高雄市、屏東縣兩縣市之間的南北向縣道。北起高雄市杉林區月眉，南至屏東縣高樹鄉高樹市區，全長共計21.205公里（公路總局資料）。

## 沿革
- 縣道181號早年於1961年公告，起訖點為湖內－汕尾，全長59.033公里。
- 1976年，湖內－左營段併入今台17線濱海公路之路段。
- 1979年7月1日，隨著高雄市升格改制直轄市，左營－鳳山段解編成市區道路。
- 1986年，鳳山－林園段升格成今台25線，林園－汕尾段調整為今高89線，而完全撤銷此編號。
- 1994年，原縣道185甲線改編為縣道184乙 美濃－高樹 。
- 2002年2月7日，月光山隧道開通，並於2003年9月全線通車。
- 2004年1月13日，縣道184號升格為台28線，與其二條支線完全撤銷。後將月光山隧道及原縣道184乙線 美濃－高美大橋－高樹整編併入公告為縣道181號。
- 2013年起高雄市部分解編，改制為市道181線；屏東縣部分則不變。

## 行經行政區域
| 高雄市       | 杉林區  | 月眉     | 0.000  | 台29線 · 高113-1線 · 高115線 | 公路起點 高113-1線起點 高115線起點 |
| 高雄市       | 杉林區  | 判產     | －     | （地區道路）                 |                                    |
| 高雄市       | 杉林區  | 塞仔腳   | －     | 高115線                      |                                    |
| 高雄市       | 杉林區  | 塞仔腳   | －     |                              |                                    |
| 高雄市       | 杉林區  | 塞仔腳   | －     | （地區道路）                 |                                    |
| 高雄市       | 杉林區  | 塞仔腳   | －     |                              |                                    |
| 高雄市       | 杉林區  | 塞仔腳   | －     | （無）                       |                                    |
| 高雄市       | － 隧道 |          |        |                              |                                    |
| 高雄市       | 美濃區  | 美濃市區 | －     | （地區道路）                 |                                    |
| 高雄市       | 美濃區  | 美濃市區 | －     |                              |                                    |
| 高雄市       | 美濃區  | 美濃市區 | －     | 高108線                      |                                    |
| 高雄市       | 美濃區  | 美濃市區 | 7.800  | 高140線                      | 與高140線共線起點                  |
| 高雄市       | 美濃區  | 美濃市區 | －     |                              |                                    |
| 高雄市       | 美濃區  | 美濃市區 | －     | 高99線 · 高106線 · 高140線   | 高99線起點 高106線起點             |
| 高雄市       | 美濃區  | －       |        |                              |                                    |
| 高雄市       | 美濃區  | 柚子林   | －     | 高140線                      | 與高140線共線終點                  |
| 高雄市       | 美濃區  | 柚子林   | －     |                              |                                    |
| 高雄市       | 美濃區  | 柚子林   | －     | （地區道路）                 |                                    |
| 高雄市       | 美濃區  | －       |        |                              |                                    |
| 高雄市       | 美濃區  | 中壇     | －     | 高99線                       | 與高99線共線起點                   |
| 高雄市       | 美濃區  | 中壇     | 9.440  | 台28線 · 高99線              | 與台28線共線起點 與高99線共線終點  |
| 高雄市       | 美濃區  | 中壇     | 9.700  | 台28線                       | 與台28線共線終點                   |
| 高雄市       | 美濃區  | 中壇     | －     |                              |                                    |
| 高雄市       | 美濃區  | 中壇     | －     | 高101線                      | 與高101線共線起點                  |
| 高雄市       | 美濃區  | 中壇     | －     | 高98線 · 高101線             | 高98線終點                         |
| 高雄市       | 美濃區  | 中壇     | －     |                              |                                    |
| 高雄市       | 美濃區  | 中壇     | －     | 高101線                      |                                    |
| 高雄市       | 美濃區  | 橫山     | －     | 高101線 · 高105線            |                                    |
| 高雄市       | 美濃區  | 橫山     | －     |                              |                                    |
| 高雄市       | 美濃區  | 橫山     | －     | 高101線 · 高102線            |                                    |
| 高雄市       | 美濃區  | 橫山     | －     | 高101線                      | 與高101線共線終點                  |
| 高雄市       | 美濃區  | 頂溪埔寮 | －     | 高100線                      | 高100線終點                        |
| 高雄市       | 美濃區  | 頂溪埔寮 | －     | 高103線                      |                                    |
| 15.18~17.245 |         |          |        |                              |                                    |
| 屏東縣       | 高樹鄉  | 東振新   | －     | （地區道路）                 |                                    |
| 屏東縣       | 高樹鄉  | 高樹市區 | －     | 台22線                       |                                    |
| 屏東縣       | 高樹鄉  | 高樹市區 | 21.205 | 台27線                       | 公路終點                           |
| 共線         |         |          |        |                              |                                    |

## 沿線路名
| 高雄市路段 - 杉美路 - 美興街 - 泰安路 - 中正路一段 - 美中路 - 中正路二段 - 復興街 | 屏東縣路段 - 高美路 - 文昌路 - 華光路 |

## 沿線設施與景點
| 高雄市路段 - 高雄市立美濃國民中學 - 高雄市美濃區公所 | 屏東縣路段 - 屏東縣高樹鄉高樹國民小學 |

## 外部連結
- OpenStreetMap上有關市道181號的地理